# Paphiopedilum rhizomatosum
Paphiopedilum rhizomatosum é uma espécie de orquídea terrestre, família Orchidaceae, que habita de Myanmar à Tailândia.